# Палаюча гора
Гора, що горить (англ. Burning Mountain) — гора біля населеного пункту Вінген, Новий Південний Уельс, Австралія, розташована за 200 км на північ від Сіднея, біля шосе «Нова Англія» з Сіднея до Брисбена. Висота — 653 м. Своєю назвою гора зобов'язана природному процесу підземного горіння вугільного пласта, що проходить під землею через пісковик. Палаюча гора входить до Природного резерву Палаюча гора (Burning Mountain Nature Reserve), що управляється австралійською службою національних парків і дикої природи. Район гори також є спадщиною австралійських аборигенів.

## Підземна пожежа
Полога стежка завдовжки 3,5 км піднімається від парковки до місця, де з-під землі виходить дим і сірка. Перші дослідники і поселенці вважали, що цей дим має вулканічне походження, і Палаюча гора, приблизно до 1830 року (за іншими даними — до 1866 року) вважалася єдиним активним континентальним вулканом в Австралії.
До приходу європейців в районі гори жило плем'я Ванаруа (Wanaruah), з мови якого імовірно походить назва місцевого поселення — Вінґен (Wingen), що означає «вогонь».
Вугільний пласт в горі зайнявся природним чином. Вигоріла область тягнеться на північний схід принаймні на 6,5 км від сьогоднішнього місця горіння. На поверхні над вигорілою зоною знаходиться багато невеликих грабенів, що виникли в результаті підземних обвалів при вигоранні вугілля, і тріщин, через які раніше виходили продукти горіння. Розташований в цих «трубах» плавлений пісковик містить рідкісні високотемпературні форми кварцу. В наш час[коли?] горіння йде в області площею менше 100 м² на глибині близько 30 м.
Швидкість просування вогнища горіння становить приблизно 1 м на рік. Таким чином, якщо швидкість горіння вугілля була постійною, то підземна пожежа триває вже більше 5,5-6 тис. років. Навіть якщо швидкість змінювалася, то інші чинники також свідчать про те, що пожежа почалася декілька тисяч років тому. З 1828 по 2004 рік пожежа просунулася на 150 м. Самозагорання вугілля на поверхні і подальше проходження вогню через водоносний шар в умовах недостатньої кількості кисню для підтримки горіння видається спеціалістам маловірогідним, тому можливою причиною виникнення даного природного феномена вважається залишкова вулканічна активність.